# Энель, Адель
Аде́ль Эне́ль (фр. Adèle Haenel; род. 11 февраля 1989[…], Монтрёй, Франция) — французская актриса, феминистка, дважды обладательница премии «Сезар» в 2014 и 2015 годах.
Широкую известность получила благодаря роли Элоиз в фильме «Портрет девушки в огне» (2019), а также за резкую критику сексизма в киноиндустрии.

## Биография
Энель родилась 11 февраля 1989 года в Париже, в семье интеллектуалов, учительницы и переводчика. Её детство прошло в Сен-Сен-Дени, Монтрей, который она сама описывает как «городок левой творческой интеллигенции», где проживало множество актёров и режиссёров. Сама Адель начала играть в местном театре в возрасте 5 лет, позже брала уроки актёрского мастерства.
Адель получила степень бакалавра по социологии и экономике, затем пошла на подготовительные курсы для поступления в HEC, но не смогла сдать вступительные экзамены. По её словам, это открыло ей возможность творческой карьеры, но в конце концов она получила магистерскую степень. Энель также владеет немецким языком.
Дебютировала в фильме «Дьяволы» (2002) в возрасте 12 лет. Кристоф Руджи, режиссёр фильма, заметил Адель, когда она сопровождала своего брата на прослушивании. Впоследствии Адель рассказала о домогательствах Руджи в период с 2001 по 2004 год. По её словам, именно это заставило её на долгое время дистанцироваться от актёрского искусства.
В 2007 году Адель снялась в дебютном фильме Селин Сьяммы «Водяные лилии». Роль Флорианы принесла актрисе первое признание — она была номинирована на премию «Сезар» как молодая многообещающая актриса, сам фильм также получил несколько номинаций.
В 2014 году получила премию «Сезар» в номинации лучшая женская роль второго плана за фильм «Сьюзан», в 2015 — за лучшую женскую роль в «Истребителях».
В 2019 году на экраны вышел фильм «Портрет девушки в огне», где Адель исполнила главную роль, а Сьямма выступила в качестве режиссёра. «Портрет девушки» — это историческая драма, рассказывающая историю любви между аристократкой Элоиз (Адель Энель), которую мать пытается насильно выдать замуж, и Марианны (Ноэми Мерлан), художницы, которая прибыла в поместье, чтобы тайно написать портрет Элоиз для будущего мужа. Фильм примечателен тем, что показывает однополые женские отношения с феминистской точки зрения.
В 2022 году, во время съемок в новом фильме Бруно Дюмона, Адель сообщила о том, что покидает проект и киноиндустрию по политическим причинам и из-за разногласий с режиссёром. «Я пыталась изменить индустрию изнутри… я больше не хочу быть частью всего этого», — сказала актриса. «Сценарий содержал множество шуток о культуре отмены и сексуальном насилии. Изначально я думала, что это было ненамеренно, думала, что возможен диалог. Я пыталась обсуждать это с Дюмоном, но это было намеренно. Это намеренное принижение». Также она отметила, что каст фильма состоял исключительно из белых людей, что ничем не оправдано в научно-фантастическом фильме.

## Активизм и взгляды
Адель называет себя феминисткой и антирасисткой. Она неоднократно высказывалась против сексуального насилия в киноиндустрии, её считают лицом движения #MeToo во Франции.
Дело Руджи
В 2019 Адель дала интервью, в котором рассказала, что во время съемок в фильме «Дьяволы», когда ей было 12 лет, Кристоф Руджи домогался её, целовал в шею и трогал бедра. Домогательства продолжились и после завершения съемок. По словам актрисы, фильм «Покидая Неверленд», который повествует о сексуальных преступлениях Майкла Джексона, произвел на неё сильное впечатление и подтолкнул к тому, чтобы открыто рассказать о пережитом ею насилии. Она также выразила опасения, что Руджи продолжит использовать свое положение — на тот момент он снимал новый фильм с участием подростков. В том же интервью Адель осудила судебную систему, которая пренебрежительно относится к жертвам сексуального насилия и поделилась, что её семья не стала предпринимать никаких действий из-за позиции её отца, который просил не рассказывать правду о режиссёре. Члены съемочной команды подтвердили, что отношения между Адель и Кристофом были «ненормальными». В конце концов Руджи был исключен из Французского сообщества кинорежиссёров.
После того, как вышло расследование Mediaport о Руджи, Адель решилась подать на режиссёра в суд.
Выступление против Полански
В 2020 году во время церемонии награждения премии «Сезар» Адель вместе с коллегами по «Портрету», Ноэми Мерлан и Селин Сьяммой, покинула мероприятие в знак протеста против присуждения премии Роману Полански, которому в 1977 году было предъявлено обвинение в изнасиловании 13-летней девочки. Полански избежал заключения, после чего многократно был обвинен в насилии и домогательствах. Уходя из зала, Адель прокричала: «Позор!». В интервью она сказала, что награждение Полански — это плевок в лицо жертвам насилия.
Уход из киноиндустрии
В мае 2022 года актриса заявила об уходе из киноиндустрии. Она прокомментировала свое решение: «Я больше не участвую в создании фильмов по политическим причинам. Потому что киноиндустрия патриархальная, реакционная и расистская. <…> Ошибочно считать, что мир движется в правильном направлении благодаря усилиям власть имущих. Это совершенно не так. Только социальная борьба действительно меняет наше общество. В моем случае, мне кажется, борьба означает уход [из киноиндустрии]. Покидая индустрию, я хочу стать частью другого мира, другого кино. <…> Если бы я осталась, мое участие могло быть выдано за гарантию феминистичности фильма в мужской, патриархальной индустрии». При этом актриса упомянула, что не уйдет из театра и может в дальнейшем вернуться в кино, если будет уверена в благонадежности съемочной команды.
Феминистские работы
В эссе «Feu!» (в переводе с фр. — «Огонь!») Адель подробно рассказывает о своих феминистских взглядах.

## Личная жизнь
В 2014 году, во время церемонии награждения «Сезар», Адель совершила каминг-аут как лесбиянка и рассказала об отношениях с режиссёром Селин Сьямма, с которой познакомилась на съёмках фильма «Водяные лилии». В 2018 году, до начала работы над фильмом «Портрет девушки в огне», пара сообщила о разрыве, но Адель и Селин сохранили близкие отношения.

## Фильмография
| Год  |     | Русское название                        | Оригинальное название                       | Роль                  |
| ---- | --- | --------------------------------------- | ------------------------------------------- | --------------------- |
| 2002 | ф   | Дьяволы                                 | Les Diables                                 | Хлоя                  |
| 2006 | ф   | Водяные лилии                           | Naissance des pieuvres                      | Флориан               |
| 2009 | ф   | Свобода женщин                          | Déchaînées                                  | Люси                  |
| 2009 | кор |                                         | Pauline                                     | роль неизвестна       |
| 2010 | кор |                                         | Les Grandes Forêts                          | Лиза                  |
| 2010 | ф   | Дом терпимости                          | L'Apollonide (Souvenirs de la maison close) | Леа                   |
| 2010 | кор |                                         | Adieu Molitor                               | Подруга Полен         |
| 2011 | ф   | После юга                               | Après le sud                                | Амели                 |
| 2011 | ф   | В городе                                | En ville                                    | Изабель               |
| 2011 | тф  | Гольдман                                | Goldman                                     | Жанна                 |
| 2011 | ф   | Исповедь сына века                      | Confession d'un enfant du siècle            | девушка в таверне     |
| 2013 | ф   | Сюзанн                                  | Suzanne                                     | Мария                 |
| 2014 | ф   | Истребители                             | Les Combattants                             | Мадлен Больё          |
| 2014 | ф   | Мужчина, которого слишком сильно любили | L'homme qu'on aimait trop                   | Аньес Ле Ру           |
| 2015 | ф   | Людоеды                                 | Les ogres                                   | Мона                  |
| 2016 | ф   | Неизвестная                             | The Unknown Girl                            | Дженни                |
| 2016 | ф   | Ноктюрама                               | Nocturama                                   | девушка с велосипедом |
| 2016 | ф   | Сирота                                  | Orpheline                                   | Рене                  |
| 2016 | ф   | Сеансы                                  | Seances                                     |                       |
| 2016 | ф   | Вчерашний расцвет                       | Die Blumen von gestern                      | Зази                  |
| 2017 | ф   | 120 ударов в минуту                     | 120 battements par minute                   | Софи                  |
| 2018 | ф   | Нежная рука закона                      | En liberté !                                | Ивонн                 |
| 2018 | ф   | Один король — одна Франция              | Un peuple et son roi                        | Франсуаза             |
| 2019 | ф   | Портрет девушки в огне                  | Portrait de la jeune fille en feu           | Элоиз                 |
| 2019 | ф   | Оленья кожа                             | Le daim                                     | Денис                 |
| 2019 | ф   | Герои не умирают                        | Les héros ne meurent jamais                 | Алис                  |

## Награды и номинации
- Премия «Сезар»
  - «Сезар»-2008 — самая многообещающая актриса (фильм «Водяные лилии») — номинация
  - «Сезар»-2012 — самая многообещающая актриса (фильм «Дом терпимости») — номинация
  - «Сезар»-2014 — лучшая женская роль второго плана (фильм «Сюзанн») — победа
  - «Сезар»-2015 — лучшая женская роль (фильм «Истребители») — победа